# Crypsityla bimaculata
Crypsityla bimaculata är en fjärilsart som beskrevs av Louis Beethoven Prout 1938. Crypsityla bimaculata ingår i släktet Crypsityla och familjen mätare. Inga underarter finns listade i Catalogue of Life.